# Fort Dummer
Le fort Dummer était un fort britannique construit en 1724 durant la guerre de Dummer (ou guerre anglo-wabanaki) par la milice coloniale de la Province de la baie du Massachusetts sous le commandement du Lieutenant Timothy Dwight à l'endroit où est maintenant située la ville de Brattleboro, sur la rive ouest du fleuve Connecticut, dans le sud-est du Vermont. La région était occupée par les Abénaquis dont le chef Gray Lock venait de la région de la baie Missisquoi en Nouvelle-France. Le fort a été la première colonie européenne permanente dans le Vermont. Il se composait d'une palissade en bois de 17 par17 mètres, avec 12 canons et avait abritait environ 55 hommes (43 soldats anglais et 12 Mohawks). Le fort a été nommé en l'honneur du lieutenant-gouverneur William Dummer, qui était substitut du gouverneur du Massachusetts au moment de la construction du fort.
Le 11 octobre 1724, soixante-dix Abénaquis attaquèrent Fort Dummer et tuèrent 3 ou 4 soldats.